# Ciara Baxendale
Ciara Baxendale (19 de julio de 1995) es una actriz británica conocida por su papel de Izzy en My Mad Fat Diary.

## Primeros años y educación
Nacida el 19 de julio de 1995 en Helmshore, Lancashire.
Baxendale se graduó del Royal Academy of Dramatic Art y ea miembro del National Youth Film Academy.

## Filmografía

### Películas
| Año  | Título       | Papel       | Notas        |
| ---- | ------------ | ----------- | ------------ |
| 2011 | Barbra       | Patsy       |              |
| 2011 | Élan Vital   | Joven chica | NYFA film    |
| 2012 | Spike Island | Chica       |              |
| 2016 | Silly Girl   | Joanne      | Cortometraje |

### Televisión
| Año     | Título           | Papel          | Notas                                    |
| ------- | ---------------- | -------------- | ---------------------------------------- |
| 2011    | Little Crackers  | Patsy          | Episodio "Jane Horrocks' Little Cracker" |
| 2013–15 | My Mad Fat Diary | Izzy           | 16 episodios                             |
| 2014    | The Driver       | Amanda         | Episodio: "1.2"                          |
| 2014    | Harriet’s Army   | Harriet Grange | Miniserie de televisión                  |
| 2015    | DCI Banks        | Evie           | 2 episodios                              |